# Corrigiole des rives
Corrigiola litoralis
Espèce
Classification phylogénétique
La Corrigiole des rives (Corrigiola litoralis L. parfois orthographié C. littoralis), également appelée Corrigiole des grèves, est une plante annuelle à feuilles alternes, haute de 5 à 25 cm, dont les fleurs à pétales blancs très petits apparaissent de juin à octobre.
Elle pousse sur le littoral, en terrain sableux, et parfois à l'intérieur des terres.

## Bibliographie

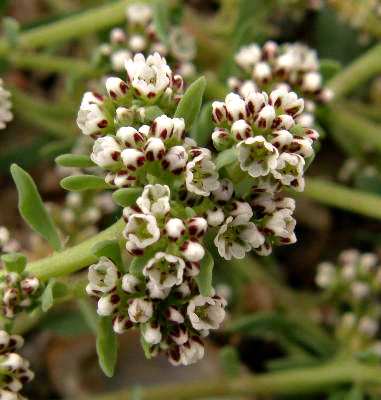
Fleurs

## Description

### Caractéristiques
Organes reproducteurs
- Couleur dominante des fleurs : blanc
- Inflorescence : cyme capituliforme
- Sexualité : hermaphrodite
- Pollinisation : entomogame

La floraison a lieu de mars à septembre.
Graine
- Fruit : capsule
- Dissémination : barochore

Habitat et répartition
- Habitat type : friches annuelles hygrophiles eutrophiles pionnières, sabulicoles
- Aire de répartition : cosmopolite

Données d'après : Julve, Ph., 1998 ff. - Baseflor. Index botanique, écologique et chorologique de la flore de France. Version : 23 avril 2004.